# Robert Taylor (Leichtathlet, 1948)
Robert Taylor (Robert James Taylor; * 14. September 1948 in Tyler, Texas; † 13. November 2007 in Houston) war ein US-amerikanischer Sprinter und Olympiasieger in der 4-mal-100-Meter-Staffel.
Bei den Olympischen Spielen 1972 in München gewann er die Silbermedaille im 100-Meter-Lauf, hinter Walerij Borsow aus der Sowjetunion und vor dem Jamaikaner Lennox Miller, sowie, zusammen mit Larry Black, Gerald Tinker und Eddie Hart, Gold in der 4-mal-100-Meter-Staffel vor den Teams aus der Sowjetunion und der Bundesrepublik Deutschland.
Taylor gewann 1972 die nationalen AAU-Meisterschaften über 100 Meter.
Am 13. November 2007 starb er im Alter von 59 Jahren, nachdem er wegen Herzrhythmusstörungen ins Krankenhaus eingeliefert worden war.

## Bestzeiten
- 100 m: 10,16 s, 31. August 1972, München (handgestoppt: 10,0 s, 1. Juli 1972, Eugene)
- 200 m: 20,7 s, 2. Mai 1970, Dallas